# Discestra hoplites
Discestra hoplites là một loài bướm đêm trong họ Noctuidae.